# Egon Dreger
Egon Dreger (eigentlich Johann Bojanowski; * 28. Juli 1899 in Berlin; † 25. März 1970 in Dresden) war ein deutscher Spanienkämpfer und Diplomat. Er war Botschafter der DDR in der Volksrepublik Bulgarien.

## Leben
Dreger wurde in einer Arbeiterfamilie geboren. 1918 schloss er sich der USPD und dem Deutschen Metallarbeiter-Verband an, 1920 wurde er Mitglied der KPD. Bis 1933 hatte er verschiedene Partei- und Gewerkschaftsfunktionen inne. Ab 1931 war er Mitarbeiter im Militärapparat der KPD.
Nach der „Machtergreifung“ der Nationalsozialisten 1933 wurde er mehrfach verhaftet und im Gefängnis und Zuchthaus gefangengehalten. Nach seiner Entlassung 1937 emigrierte Dreger über Prag und Frankreich nach Spanien und war dort Leutnant der Internationalen Brigaden, anschließend befand er sich in Internierungslagern in Frankreich und Nordafrika. Am 29. Dezember 1943 traf Dreger mit 17 weiteren ehemaligen Spanienkämpfern, aus einem französischen Internierungslager in Algerien über den Iran kommend in der Hafenstadt Krasnowodsk ein. Er blieb bis 1945 in der Emigration in der Sowjetunion und war Mitarbeiter des NKFD und dort der Radioredaktion zugeteilt. Er verrichtete Aufklärungsarbeit unter deutschen Kriegsgefangenen.
Im Mai 1945 ging er als Mitglied der Gruppe Ackermann nach Dresden und leistete politische Organisationsarbeit. 1945 wurde er wieder Mitglied der KPD, 1946 Mitglied der SED. Dreger wirkte am Neuaufbau der Verwaltung in Sachsen mit. Er war von 1945 bis 1950 im Range eines Ministerialrates Leiter des Personalamtes im Innenressort der Landesverwaltung Sachsen und von 1950 bis 1952 Chef der Kanzlei des sächsischen Ministerpräsidenten Max Seydewitz.
Von 1952 bis 1953 war Dreger Leiter der Diplomatischen Mission, von Dezember 1953 bis Dezember 1955 Botschafter in Sofia. Anschließend ging er in den Ruhestand.

## Auszeichnungen und Ehrungen
- Vaterländischer Verdienstorden in Silber (6. Mai 1955) und in Gold (1969)
- Hans-Beimler-Medaille (1956)
- Banner der Arbeit (1965)

Nach Dreger waren ab 1971 das Nachrichtenbataillon 7 der NVA und die Egon-Dreger-Kaserne in Dresden benannt, ebenso die 104. POS „Egon Dreger“ in Dresden (Jägerstraße 34).